# Mooney Aviation Company
Mooney est un constructeur américain d'aviation générale qui a fait faillite plusieurs fois mais qui a également réussi à renaître grâce à la qualité de ses avions et à des repreneurs successifs. Mooney a produit 11 000 avions depuis sa création en 1929. Ses avions sont reconnaissables à la dérive dont le bord d'attaque est vertical. Les propriétaires de Mooney sont en général de véritables aficionados qui se dénomment des Mooniacs.

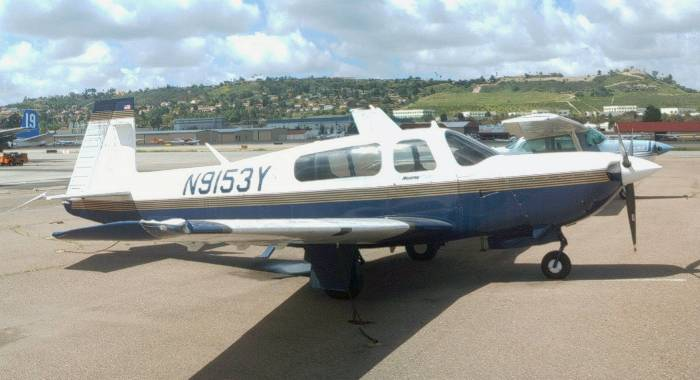
Mooney M20M Bravo

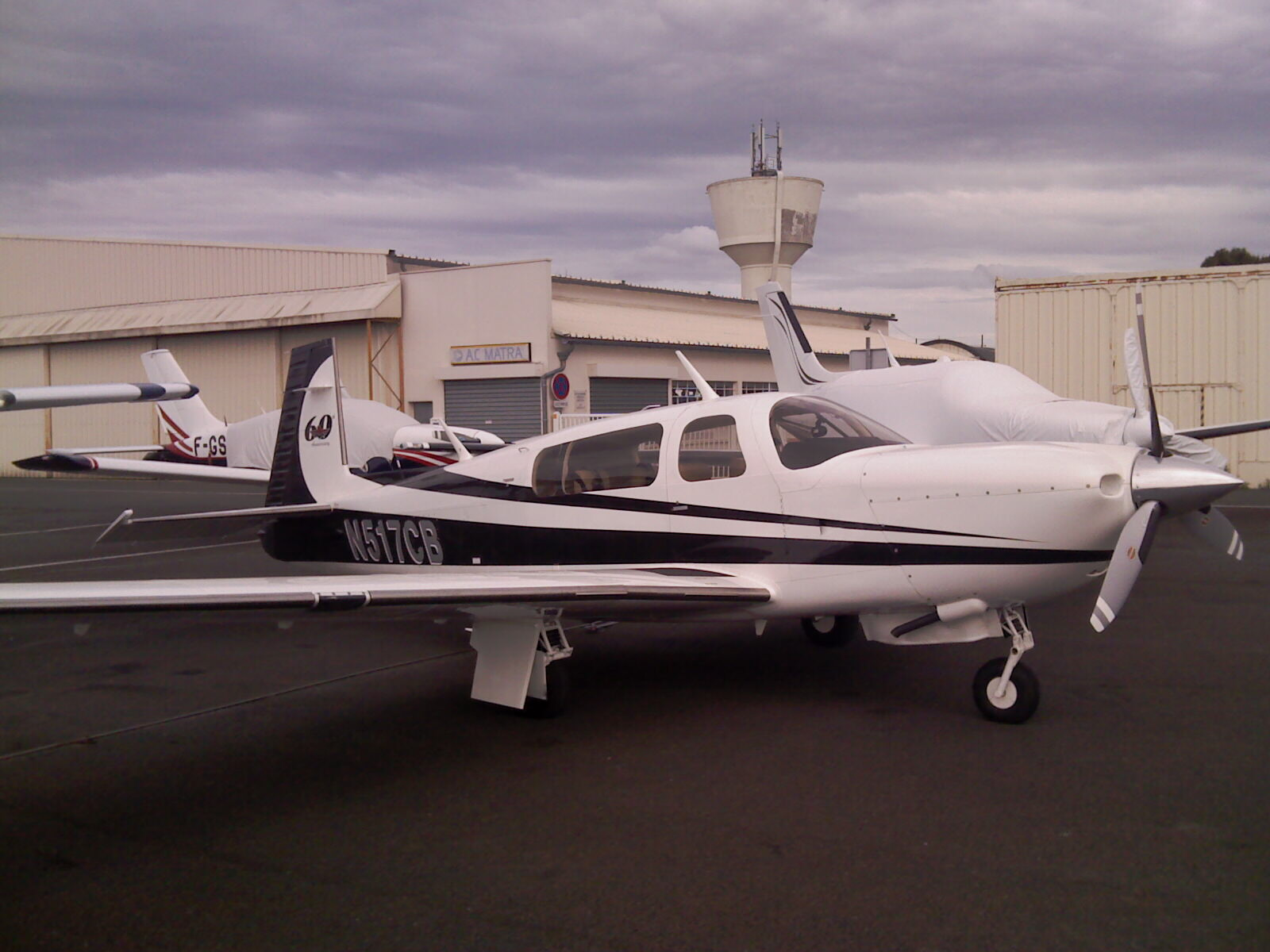
Mooney M20R Ovation

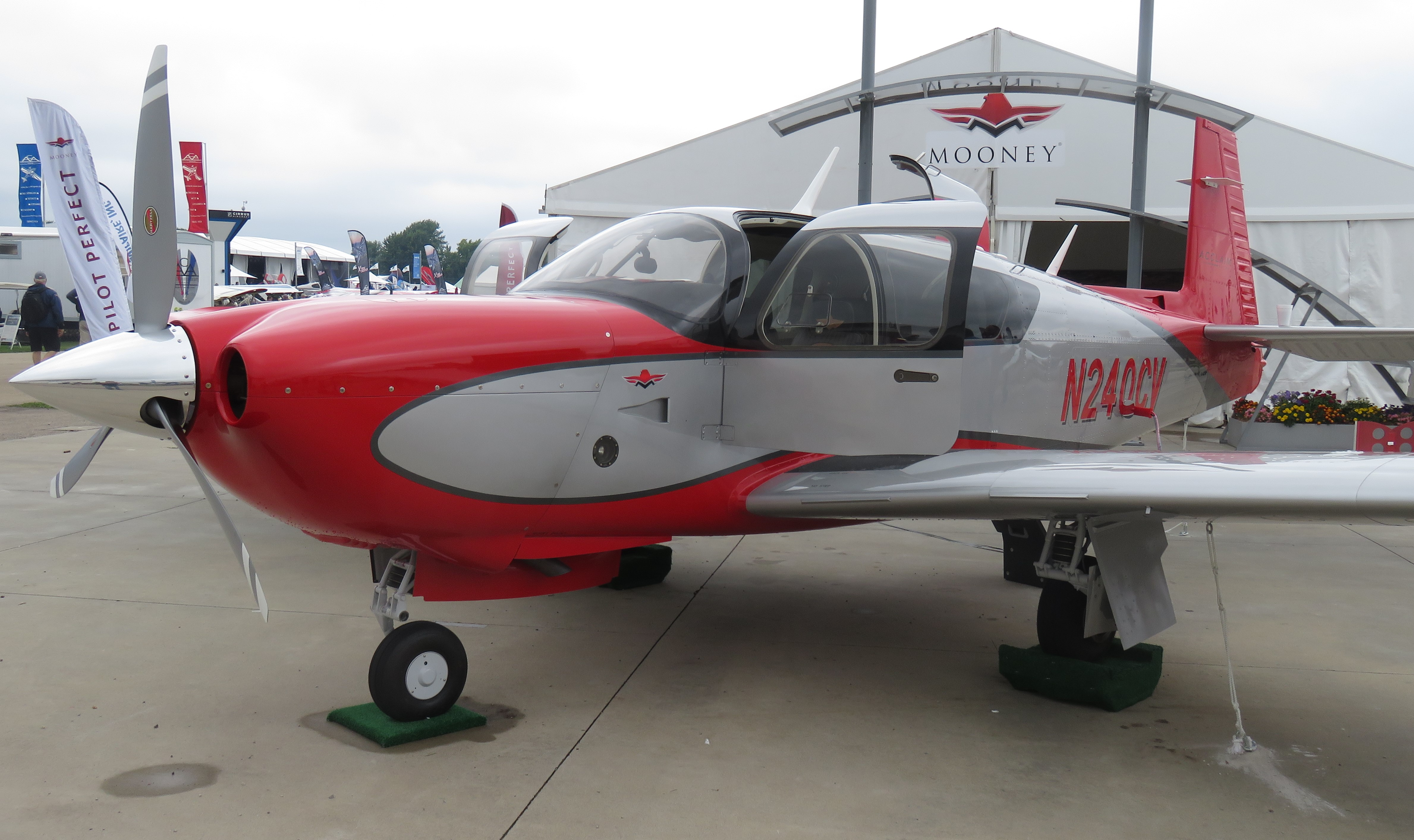
Mooney M20V Acclaim Ultra

## Histoire
La société a été créée en 1929 par Albert et Arthur Mooney, fit faillite dès 1930 puis fut recréée en 1948 dans le Kansas puis déménagée pour des raisons de place en 1953 à Kerrville au Texas.
Le premier avion fut conçu pour plaire aux aviateurs américains démobilisés. Dès le début, les Mooney ont été reconnus comme de véritables chasseurs civils. Aujourd'hui encore, le Mooney M20TN Acclaim type S est l'avion monomoteur à pistons le plus rapide. Il croise à 25 000 ft d'altitude (7 600 m) à 242 kt (445 km/h) avec un moteur de 310 ch. Il emporte 4 personnes à son bord et son prix est aux alentours de 600 000 dollars US.
En 1984, la société est reprise par un groupe d'investisseurs de Minneapolis et une équipe dirigeante composée par Armand Rivard et Alexandre Couvelaire, un distributeur français. Roy LoPresti en devient le Président mais quitte la société en 1985, laissant en plan son nouvel avion (le 301) dont Socata fera le TBM 700. Mooney se concentre alors sous la houlette de ses nouveaux patrons sur la série des M20 et en renouvelle fortement la gamme.
En juillet 2008, Mooney a annoncé une collaboration avec Rolls-Royce pour produire un avion avec une turbine de 350 à 450 ch à l'horizon 2011. Dans le même temps, la production a été réduite de 8 à 5 avions par mois et plusieurs dizaines d'employés ont été licenciés. En novembre 2008, la société annonce l'arrêt de sa production et se sépare des deux tiers de ses salariés restants. Le support client est néanmoins maintenu. Il restait en décembre environ 50 salariés et 25 avions invendus.
En avril 2010, après 18 mois sans aucune production d'avion, la totalité des avions fabriqués ont été vendus et l'entreprise annonce qu'elle envisage d'arrêter la production dans un avenir proche, en attendant que le marché retrouve sa dynamique. Le 19 novembre 2010, Mooney débutait une nouvelle période de licenciement, envisageant de passer de 53 employés à moins de 10 aux environs du 1er janvier 2011. Le personnel restant est employé à l'entretien des locaux, tenant à jour les certificats de production et de type et fournissant un support technique en matière de pièces détachées pour les nombreux propriétaires dans le monde. L'entreprise a maintenu les négociations avec de potentiels investisseurs pour pouvoir reprendre la production. Barry Hodkin, chef responsable financier chez Mooney a déclaré « Nous ne fermons pas complètement, cependant nous ne pouvons pas nous permettre de continuer à subventionner l'entreprise comme nous l'avons fait ces derniers temps, cela fait 18 mois que nous sommes en pourparlers avec des investisseurs potentiels et nous continuerons de travailler avec eux, si les choses changent, alors le nombre d'employés pourrait se revoir à la hausse. »
À la suite de l'arrivée d'un nouvel investisseur (Soaring America Corporation), la société a repris la production de la série des Ovation et des Acclaim en 2014 avec présentation au salon Airventure d'Oshkosh.
En janvier 2015, un premier Acclaim est produit en Chine.
Deux nouveaux modèles ont été annoncés le 11 novembre 2014. Les M10T et M10J auraient été des biplaces à motorisation diesel mais en avril 2017, Mooney annonce le retrait du programme au profit de la modernisation de la nouvelle gamme M20 qui a été certifiée le 28 mars 2017. Néanmoins, le PDG nommé un an auparavant est démis de ses fonctions en avril 2017.
Mooney n'a vendu que 14 avions en 2018 et seulement 4 au premier semestre 2019. Le 12 novembre 2019, la société a fermé ses portes et congédié tous les employés. Le 2 décembre suivant, la DRH de la société annonce une reprise d'activité et des négociations en cours avec un investisseur.
Le 2 septembre 2020, un groupe de pilotes et de propriétaires mené par Jonny Pollack reprend 80 % des parts de la société ainsi que sa gestion opérationnelle. Il annonce mettre sa priorité dans la disponibilité des pièces détachées pour les 7 000 avions en service puis travailler à une reprise de la production et élaborer quelques idées pour moderniser la flotte.

## Modèles

### Production passée
- M10
- M18
- M20
  - M20R Ovation
  - M20TN Acclaim
  - M20U Ovation Ultra
  - M20V Acclaim Ultra
- M22

### Développement annulé
- M10T / M10J